# Амир-Чупан (уцмий)
Амир-Чупан (Амир-Чупан-Гази, Чуфан, Чопан) (род. 1320-е) — уцмий Кайтага, военно-политический деятель в истории Дагестана XIV века. Эпоха его правления — вторая половина XIV века — была периодом наибольшего политического могущества Кайтагского уцмийства и распространения контроля уцмиев на значительную территорию Дагестана и северного Азербайджана.

## Биография

### Имя
Такое имя как Джуфан, Чуфан или Чупан в Дагестане появляется в начале XIV века. Согласно исследованиям, это связано с реальной исторической личностью — полководцем Ильханского государства Амир-Чупаном, который совершил походы по территории Дагестана против Золотой Орды в начале XIV века.
Кайтагское уцмийство тогда придерживался проильханской позиции. Скорее всего, правитель Кайтага назвал своего сына именем этого полководца, которого хорошо знали во всём Кавказе.

### Период правления
Во первых, Амир-Чупан, согласно «родословной Рустам-хана, уцмия Кайтага», был предком в девятом поколении уцмия Хан-мухаммада, который умер в 1596-97 годах. Во вторых, имя Чупан могло быть дано представителю дагестанской знати не ранее начала XIV века. В третьих, имя его отца (Алибек), указывает также самое раннее на XIV век.

Т. М. Айтберов пишет:
«Поэтому вопреки тексту „Истории Маза“ (где сказано, что эмир Чупан жил примерно в середине XI в.) — эмир Чупан, сын султана Алибека, был в действительности деятелем XIV в., скорее всего 60-70-х гг. указанного столетия». 
Примерно такую же датировку даёт и профессор Расул Магомедов. По его подсчётам, время жизни Амир-Чупана приходится где-то на середину XIV.
Происхождение
В «Истории Маза» Сайидмахмуд, Султанмахаммад и Амир-Чупан названы потомками рода Хамзы, дяди пророка Мухаммеда.

## Внешняя политика
Уцмий Амир-Чупан проводил активную внешнюю политику в Южном Дагестане в 50-60 года XIV века.
Согласно источникам, Амир-Чупан сын Султан-Алибека, обеспечив сначала лояльность Табасарана и Кумуха, «двинулся в южные части гор и покорил эту страну, взяв силою город Маза, сражался против многих деревень неверных, овладел их землями». Он заключил договор с «владетелями города Куруш» Исмаил-беком и Хасан-беком, однажды даже взял «подать, десятую часть и закат со всех горных жителей до границы города Шемахи». Затем он заключил союз с «султаном Феридуном» из Ширвана, закрепив его династическим браком, «и все вместе поселились в городе Маза». Дальше в источнике указано, что Амир-Чупан поссорился с султаном Феридуном «относительно податей и доходов». Они воевали друг с другом несколько лет, потом опять заключили мир.
Амир-Чупан выдал свою дочь замуж за правителя Табасарана, а сам женился на его дочери. Этим взаимовыгодным брачным союзом они достигли соглашения о братской дружбе.
Военные успехи Амир-Чупана близ Самура означали, что распространение контроля Кайтагского уцмийства на земли у самых границ Ширвана находилось в сфере его интересов. Долина Самура в пределах нынешних Ахтынкого и Докузпаринского районов была в XIV веке под контролем уцмия. Нейтральность Ширвана в этих событиях на северных её границах объясняется политической ситуацией, сложившейся в это время на южных границах.
Амир-Чупан распространил свою власть, как минимум, до реки Ахтычай. В её верховьях находилось село Маза, ставшее опорой уцмия. Используя её удобное положение, контролировавшее пути на юг к Малкамудскому перевалу и далее в долину реки Турианчай и на восток — через Куруш в долины рек Чехычай, Кусарчай и Кудиалчай, Амир-Чупан вторгался даже в Закавказье.
После того, как он заключил союз с «султаном Феридуном», его власть какое-то время распространилась и на южный склон Главного Кавказского хребта. Однажды обоим союзникам удалось собрать подати «со всех горских» жителей до границы города Шемахи.
Султан Феридун предстает феодалом того же ранга, что и Амир-Чупан. Они вместе собирают подати, вступают в родственные связи, ссорятся и мирятся, и вместе поселяются в Мазе.

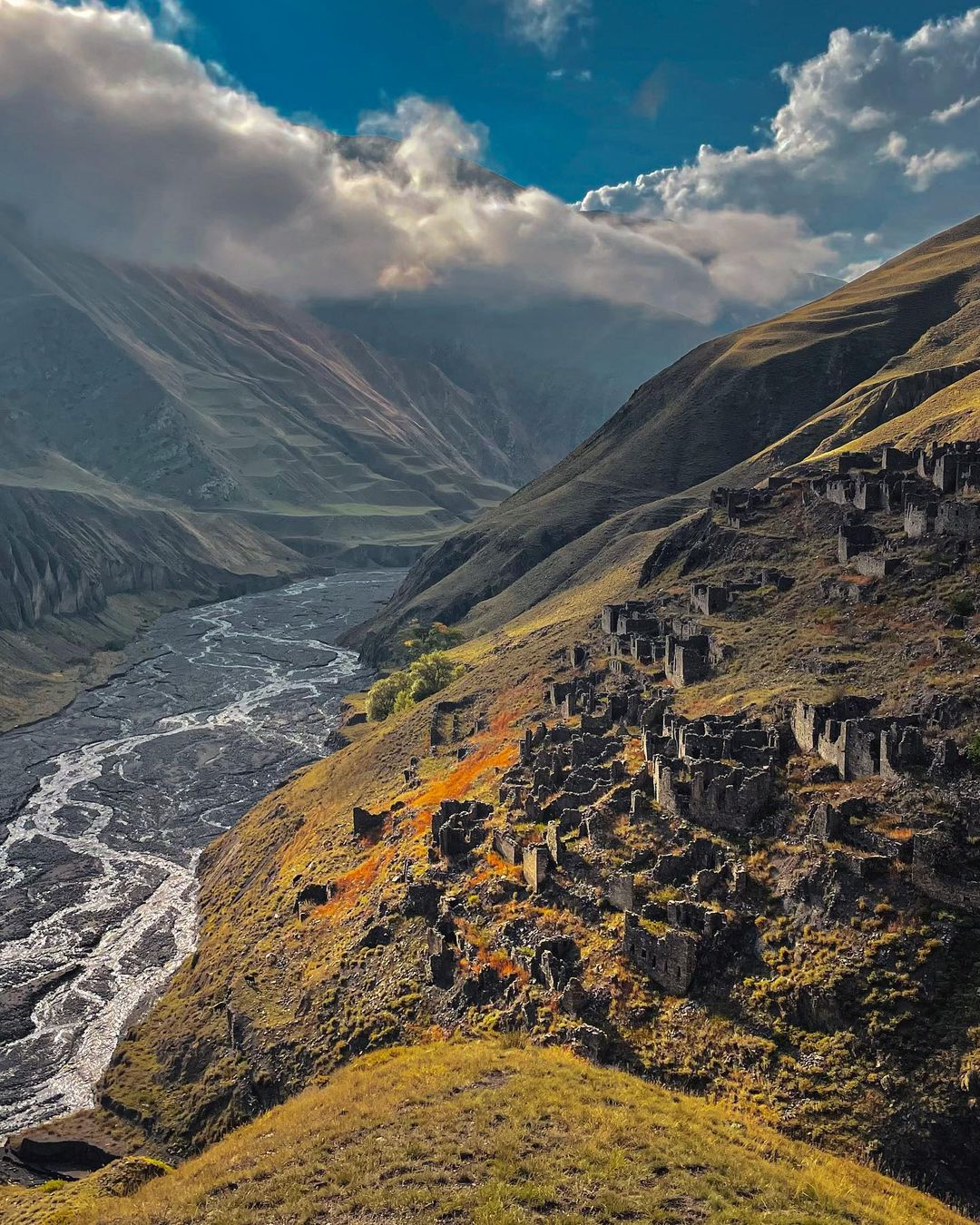
Останки аула Маза

По мнению исследователя А. Е. Криштопы, завоевательская активность Амир-Чупана в южно-дагестанских землях, то и дело «перехлёстывавшаяся» через Главный Кавказский хребет, как раз и могла обусловить создание ширваншахами на своих границах ряда пограничных округов, управляемых его кайтагскими вассалами — эмигрантами.
Крепость Ихир, переданная в управление Мухаммад-беку, двоюродному брату Амир-Чупана, была расположена вблизи села Маза, бывшей резиденции Амир-Чупана, разделяла все её стратегические преимущества.
Мухаммад-беку перешли в управление Докузпара, крепость Хакуль-Мака и селения Ахты, Мискинджи, Михрах, Кюрэ, Хиналук, Альфой, Альмаза. Все эти населенные пункты и крепости составляют пространство полукольца между средним течением Самура и Главным Кавказским хребтом. Они лежат к югу от Самура и Ахтычая. По-видимому, в соглашении ширваншаха и уцмия река Самур играла роль рубежа, разграничивающего сферы интересов Ширвана и Кайтага. Очевидна и выгода этого соглашения как для правителей Ширвана — территориальные приобретения, и для их вассалов — Ильча-Ахмеда (дядя Амир-Чупана, отец Мухаммад-бека) с сыновьями, получившими новые владения.
Все эти земли составляют почти непрерывную полосу, охватывающую нестабильную часть границы Ширвана от Фия до Хиналуга. Создание этого своеобразного барьера было начато во второй четверти XIV века. Он должен был препятствовать любым военным проникновениям из бассейна реки Самур, где положение было крайне нестабильным из-за вторжения туда Амир-Чупана. Ширванхан с целью удержать все эти земли в сфере своих границ передал руководство ими своим родственникам — эмигрантам из уцмийского дома.
Эти события привели к тому, что под властью кайтагских князей — вассалов правителей Ширвана — между 40-70 годов XIV века оказались удины, лезгины, будухцы и прочие.
По выводу А. Р. Шихсаидова, кайтагская ветвь правителей управляла в Северном Азербайджане (Ширване) и Южном Дагестане с конца XIV до XVII веков.
Уступка Амир-Чупаном части своих завоеваний сыну своего дяди Ильча-Ахмеда Мухаммад-беку и фактический отказ от претензий на земли к югу от реки Самур объясняется политической ситуацией, сложившейся в 80-х годах. По-видимому, уцмий к этому времени являлся уже союзником Тохтамыша и был обязан считаться как с обострением отношений между Тохтамышем и Тимуром, так и с возрастающей ролью ширваншаха Шейх-Ибрахима. Уступка земель не могла быть большой потерей. Согласно «Хронике Махмуда из Хиналуга», его власть распространялась по долине Самура не выше реки Усухчай (Маза, Куруш). Отказ от трудноохраняемых земель устранял для него как возможность превращения ширваншаха в их сильного врага, так и перспективу соперничать с ним в Южном Дагестане. Как пишет А. Е. Криштопа, это должно было укоренить контроль Кайтага над северной частью Самурской долины.
С другой стороны, сыновья Ильча-Ахмеда, в силу своего уцмийского происхождения, сохраняли право на наследование власти в Кайтаге и при подходящем случае могли претендовать на Кайтаг и, опираясь на поддержку Ширвана, свергнуть потомков Султан-Алибека.

## Подконтрольная территория до похода тимуридов
Вторая половина XIV века, от завоеваний Амир-Чупана до походов Тимура, была периодом наибольшего политического могущества Кайтага и распространения контроля уцмиев на значительную территорию Дагестана.
Полоса в районе предгорий и прибрежных трасс транзитного пути до Тарки включительно и северная сторона Самурской долины находилась под сильной властью уцмиев. Полный контроль над внешними связями уцмии установили над Зирихгераном и Табасараном, и частично над Кумухом.

Исследователь А. Е. Криштопа пишет:
«Верховенство уцмиев в полосе от с. Тарки до реки Самур наиболее точно можно определить как гегемонию Кайтага во Внешнем Дагестане».
Профессор Расул Магомедов:
«Нет, однако, никакого сомнения в том, что долина Самура в пределах нынешнего Ахтынского и Докузпаринского районов была в XIV в. под уцмийским контролем. Подтверждение тому содержит "Хроника Мухаммада Хиналугского": когда понадобилось выделить удел последнему из сыновей Ильча-Ахмеда — Мухаммед-беку, то ширваншах "подарил" ему земли от Хиналуга до Самура с резиденцией в крепости Ихир. Ильча-Ахмед тут же поставил условие: его сын лишь тогда отправится в эти земли, когда на это даст согласие уцмий Кайтага. Выходит, что земли от Самура до Хиналуга включительно были под контролем уцмия Кайтага».
Магомедов также отмечал, что к этому периоду, предположительно, и относится возникновение термина «Уцми-Дарго», более широкого, нежели «Кайтаг-Дарго».
Иностранные географы того периода, в связи с увеличившейся ролью и значением Кайтага, стали путать понятия Кайтаг и Кавказ. Арабский ученый Абул-Фида в первой половине XIV века Кавказские горы именует Кайтагскими. Итальянский путешественник Барбаро в 1437 году писал, что кайтаги занимают территорию между Мингрелией и Каспийским морем. В данном случае речь идет не только о кайтагцах, а почти о всех горцах, расположившихся на территории Восточной Грузии и Дагестана.

## Нашествие Тимура
Лишь мощный и неожиданный удар извне — нашествие Тимура — мог сокрушить и остановить дальнейшее усиление этого самого крупного государственного образования Дагестана XIV века.
Амир-Чупан и его потомки надолго обосновались в землях около Самура. Походы Тимура подвластных им территории не задели.
Во время походов Тимура в Кайтаг в 1395—1396 годах целиком был истреблен уцмийский род, и, по мнению Р. М. Магомедова, ветвь Амир-Чупана — единственная уцелевшая после геноцида.

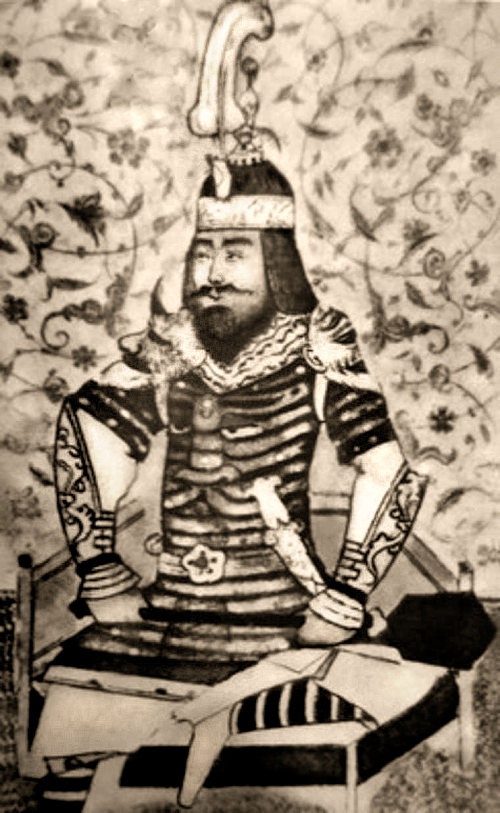
Портрет Тимура(Тамерлана). Миниатюра XV века

Они были возвращены на родину в Кайтаг где-то в первой половине XV века: 
«с согласия жителей и по инициативе „кадиев и больших людей“. С одной стороны, они были как бы „живым символом“ благополучных дотимуровских времен — эпохи величия „Страны Кайтагской“, а с другой строны, растущим кайтагским общинам нужен был арбитр и военачальник, авторитет которого освящен традицией и религиозным преминем (и поэтому обязателен для всех). Его действия предотвратят междоусобицы, сплотят перед лицом внешнего врага. Ведь по сравнению с XIV в. Кайтаг сильно ослабел».
После смерти Амир-Чупана власть перешла к его сыну Сураки, правление которого закончилось расколом в среде местной верхушки.